# Џилит
Џилит је лагано копље које је првенствено дизајнирано за бацање, суштински као далекометно оружје, али данас претежно за спорт. Џилит се готово увек баца из руке, за разлику од стрелачког лука и праћке, који испаљују пројектили помоћу одређеног механизма. Међутим, постоје додаци који помажу бацачима у достизању већег добачаја, обично називаних бацачима копља. 
Ратник или војник наоружан првенствено једним или више џилита је џилитар. 

## Праисторија
Постоје археолошки докази да су џилити и штапови за бацање већ били у употреби у последњој фази доњег палеолитика. Седам предмета сличних копљу пронађено је у руднику угља у граду Шенингену у Немачкој. Стратиграфско датирање указује да је оружје старо око 400.000 година. Ископани предмети направљени су од смреке и били су дугачки између 1,83 и 2,25 метара. Израђене су са максималном дебљином и тежином која се налази на предњем крају дрвене осовине. Предњи тежиште упућује да су се ова штапна оружја користила као џилити. Фосилизована коњска лопатица са раном од пројектила, датира на пре 500.000 година, откривена је у каменолому у селу Бокгрув у Енглеској. Студије упућујуу да је рану вероватно нанео џилит.

## Класично доба

### Древни Египат
Египатска војска обучавала се од малих ногу у специјалним војним школама. Фокусирајући се на гимнастику да би стекли снагу, чврстоћу и издржљивост у детињству, научили су да бацају џилит - заједно са вежбањем стрељаштва и бојном секиром - до одрастања, пре него би ушли у одређени пук.
Џилите је носила египатска лака пешадија, као главно оружје и као алтернатива копљу или луку и стрели, углавном заједно са штитом. Такође су као бочну руку носили закривљени мач, палицу или секиру. Важан удео у биткама често се додељује џилитарима, „чије оружје наноси смрт при сваком ударцу”.
Један или више џилита понекад су носиле и египатске ратне кочије у тоболцу.

### Античка Грчка
Пелтасти који су обично служили за спорадичне препаде, били су наоружани са неколико џилита, често са бацачком траком за већи добачај. Пелтаст је бацао џилите на оклопљеније непријатељске трупе, Хоплитске фаланге, како би прекинуо њихове редове. У бици код Лехеја, атински генерал Ификрат је искористио чињеницу да се спартанска хоплитска фаланга која је деловала у близини Коринта кретала на отвореном пољу без заштите било каквих трупа за бацање пројектила. Одлучио је да им припреми заседу са својим пелтастима. Вишеструким поновљеним нападима по принципу „удри и бежи” против спартанских одреда, Ификрат и његови људи су успели да истроше Спартанце и побију нешто мање од половине. Ово је означило прву забележену прилику у древној грчкој војној историји у којој је сила у потпуности састављена од пелтаста поразила силу хоплита.
Тиреофори и торакити, који су постепено замењивали пелтасте, носили су џилите поред дугог убодног копља и кратког мача.
Џилити су се често користили као ефикасно ловачко оружје, а каиш му је додавао довољно снаге за обарање крупне дивљачи. Џилити су се такође користили на древним олимпијским играма и другим панхеленским играма. Бацани су у одређеном правцу и ко год је најдаље добацио бивао је победник у тој дисциплини.

### Рим
Године 387. п. н. е., Гали су напали Италију, нанели пораз Римској републиканској војсци и опљачкали Рим. После овог пораза, Римљани су предузели свеобухватну реформу своје војске и променили основну тактичку формацију из фаланге у грчком стилу наоружане копљем хаста и округлим штитом клипеус у флексибилнију формацију од три линије. Хастати су стајали у првом реду, принципи у другом реду, а тријарији у трећем реду. Док су тријари још били наоружани хастом, хастати и принципи су наоружани кратким мачевима и тешким џилитима. Сваки војник из редова хастати и принципа је носио по два џилита. Ови тешки џилити, позната и као пилум (у множини „пила“), били су дугачки око два метра, састојала су се од гвоздене дршке, око 7 mm у пречнику и 60 cm дужине, са пирамидалном главом, причвршћеном за дрвену осовину. Гвоздена дршка је или постављена у чауре или, што је уобичајеније, проширена до равног танга.
Легионари позне републике и раног царства често су носили две пиле, од којих је једна понекад била лакша од друге. Стандардна тактика захтевала је од римског војника да баци свој пилум (оба ако је било времена) на непријатеља непосредно пре него ступи у директан напад са својим гладијусом. Пилуми су били направљени да се савијају при удару о тврд материјал, чиме би истовремено онеспособили противников штит и спречили да га противник баци назад према римским војницима. Неке пиле су имале мале штитнике за руке, да би заштитили власника ако је намеравао да га користи као оружје за блиску борбу, али изгледа да то није било уобичајено.

### Галија
Галска коњица је бацала неколико салви џилита да би ослабили непријатеља пре фронталног напада. Галска коњица користила је своје џилите слично тактици коју су примењивали Парћански коњаници. Гали су умели да се окрену на коњу да би бацили џилит уназад док се чинило да се повлаче.

### Иберија
Хиспанска коњица била је лака коњица наоружана Фалкатом и неколико лаких копља. Племена Кантабри измислила су војну тактику како би максимизирала предности комбинације коња и џилита. У овој тактици коњаници су јахали у круг, ка и од непријатеља, непрестано бацајући џилите. Тактика се обично примењивала против тешке пешадије. Стално кретање коњаника давало им је предност против споре пешадије и отежавало је напад на њих. Маневр је намењен за узнемиравање и изругивање непријатељских снага, нарушавајући блиске формације. Ово се обично користило против непријатељске пешадије, посебно тешко наоружаних и успорених римских легија. Ова тактика је постала позната као кантабријски круг. У касној републици различита помоћна коњица потпуно је заменила италијанске коњичке контигенте, а хиспанска помоћна коњица сматрана је најбољом.

### Нумидија
Нумидијци су били староседилачка племена северозападне Африке. Нумидска коњица је обично служила при мањим окршајима. Нумидски коњаник је био наоружан малим штитом и неколицином џилита. Нумиђани су имали репутацију брзих коњаника, лукавих војника и одличних бацача џилита. Каже се да је Нумиђански краљ Југурта „... учествовао у народним јахачким такмичењима, бацањем џилита и такмичио се са другим младићима у трчању.” Нумидски коњаници су служили као плаћеници у Картагинској војсци и играли кључну улогу у пружању помоћи и Ханибалу и Сципију током Другог пунског рата. 

### Нордијци
Постоје неки књижевни и археолошки докази да су Нордијци били упознати и користили џилите за лов и ратовање, али су обично користили копље дизајнирано и за бацање и за убадање. Старонордијска реч за копље је фракка. 

### Кинески
Разна краљевства и династије у Кини користила су џилите, попут копља са гвозденом главом из династије Ћинг.
Анти-пиратска војска Ћи Ђигуанга укључивала је бацаче џилита са штитовима.

## Модерно доба

### Африка
Многа афричка краљевства су користила копље за бацање као главно оружје од давнина. Типично афричко ратовање било је засновано на ритмизираним самостојећим сусретима који су укључивали бацање џилита без фронталне блиске борбе. У застави Есватинија налазе се штит и два џилита који симболизују заштиту од непријатеља земље. 

#### Зулу
Зулу ратници су користили дугу верзију асегаји џилита као своје главно оружје. Легендарни вођа Зулу Шака покренуо је војне реформе у којима је кратко убодно копље, заједно са дугачким врхом налик мачу иклва, постало главно оружје Зулу ратника, а коришћено је и као оружје за блиску борбу. асегаји није одбачено, већ је коришћена за почетни напад. Уз веће штитове, које је Схака увео у војску Зулу-а, кратка копља која су се користила као убодни мачеви и отворна фаза напада коцкастих пукова Зулу су била прилично слична римској легији тактичком комбинацијом Сцутум, Гладиус и Пилум. 